# Buckwheat Zydeco
Buckwheat Zydeco, pseudonimo di Stanley Dural Jr. (Lafayette, 14 novembre 1947 – Lafayette, 24 settembre 2016), è stato un fisarmonicista statunitense, esponente di musica zydeco.

## Discografia parziale
- 1979 – One For The Road (Blues Unlimited Records)
- 1980 – Take It Easy, Baby (Blues Unlimited Records)
- 1982 – People's Choice (Blues Unlimited Records)
- 1983 – 100% Fortified Zydeco (Black Top Records)
- 1983 – Turning Point (Rounder Records)
- 1984 – Ils Sont Partis (Blues Unlimited Records)
- 1985 – Waitin’ For My Ya Ya (Rounder Records)
- 1987 – On a Night Like This (Island Records)
- 1988 – Taking It Home (Island Records)
- 1990 – Where There's Smoke There's Fire (MCA Special Products)
- 1992 – On Track (Atlantic Records)
- 1992 – Buckwheat's Zydeco Party (Rounder Records)
- 1994 – Choo Choo Boogaloo (Music For Little People)
- 1994 – Five Card Stud (Island Records)
- 1996 – The Best Of Louisiana Zydeco (Avi Entertainment)
- 1997 – Trouble (Tomorrow Recordings)